# Beutelsdorf (Uhlstädt-Kirchhasel)
Beutelsdorf ist ein Ortsteil der Gemeinde Uhlstädt-Kirchhasel im Landkreis Saalfeld-Rudolstadt in Thüringen.

## Geografie und Geologie
Eine trichterförmige Erweiterung des Saaletals hinter Zeutsch in Richtung Nordwest führt nach Beutelsdorf in den vom Wiedabach durchflossenen Hexengrund, der seinen Namensursprung im über Jahrhunderte an den Südhängen des Tales betriebenen Weinbau hat. Die Berge beiderseits des Tals gehören zur Saale-Ilm-Platte und sind grundwasserferne Muschelkalkverwitterungsböden. Die Tallagen sind Aueböden, die in welligen Ebenen anstehen. 
Verkehrsmäßig ist der Ort an die Landesstraße 2391 angeschlossen. Nachbarorte sind nordöstlich die Stadt Orlamünde, östlich Zeutsch, südlich Uhlstädt und nordwestlich Röbschütz.

## Geschichte
Das Dorf wurde 1350 als Puzcelsdorf urkundlich erstmals erwähnt. 155 Einwohner haben in Beutelsdorf ihre Heimat.
Beutelsdorf gehörte von 1991 bis 2002 zur Verwaltungsgemeinschaft Uhlstädt. Zum 1. Juli 2002 erfolgte der Zusammenschluss der Mitgliedsgemeinden zur Einheitsgemeinde Uhlstädt-Kirchhasel.

## Sehenswürdigkeiten
- Dorfkirche Beutelsdorf